# Filozofia nauki
Filozofia nauki – dział filozofii zajmujący się badaniem filozoficznych podstaw nauki, m.in. jej metod, struktury i założeń, a także różnicy między nauką i nie-nauką.
Początki analizy poznania, zwłaszcza racjonalnych metod poznania, sięgają starożytności, jednak współcześnie termin „filozofia nauki” wiąże się zwykle z tzw. nauką nowożytną, tj. rozwijającą się od ok. XVII wieku, na bazie empiryczno-matematycznej metody naukowej. Kluczowym etapem w rozwoju filozofii nauki była I połowa XX wieku, kiedy to w ramach tzw. pozytywizmu logicznego (zob. też niżej) przedstawione zostały przyjmowane powszechnie do dzisiaj rozumienia takich pojęć, jak teoria, hipoteza, weryfikacja, falsyfikacja, redukcjonizm i in. Do najważniejszych XX-wiecznych filozofów nauki należą: Pierre Duhem, Henri Poincare, Ernst Mach, Moritz Schlick, Rudolf Carnap, Otto Neurath, Hans Hahn, Hans Reichenbach, Carl Gustav Hempel, Paul Oppenheim, Karl Popper, Paul Feyerabend, Imre Lakatos, Thomas Kuhn, Ernest Nagel, Willard Van Orman Quine, Hilary Putnam, Bas van Fraassen, Larry Laudan, James Ladyman, Philip Kitcher i inni.
W II połowie XX wieku przeprowadzono wiele badań nad społecznymi i historycznymi aspektami rozwoju nauki. Przykładowo, w latach 60. Thomas Kuhn wprowadził popularne do dziś pojęcie „rewolucji naukowej”.
Dziś filozofia nauki stanowi jedną z głównych dyscyplin filozofii.

## Historia

### Starożytna i nowożytna filozofia nauki

#### Starożytność

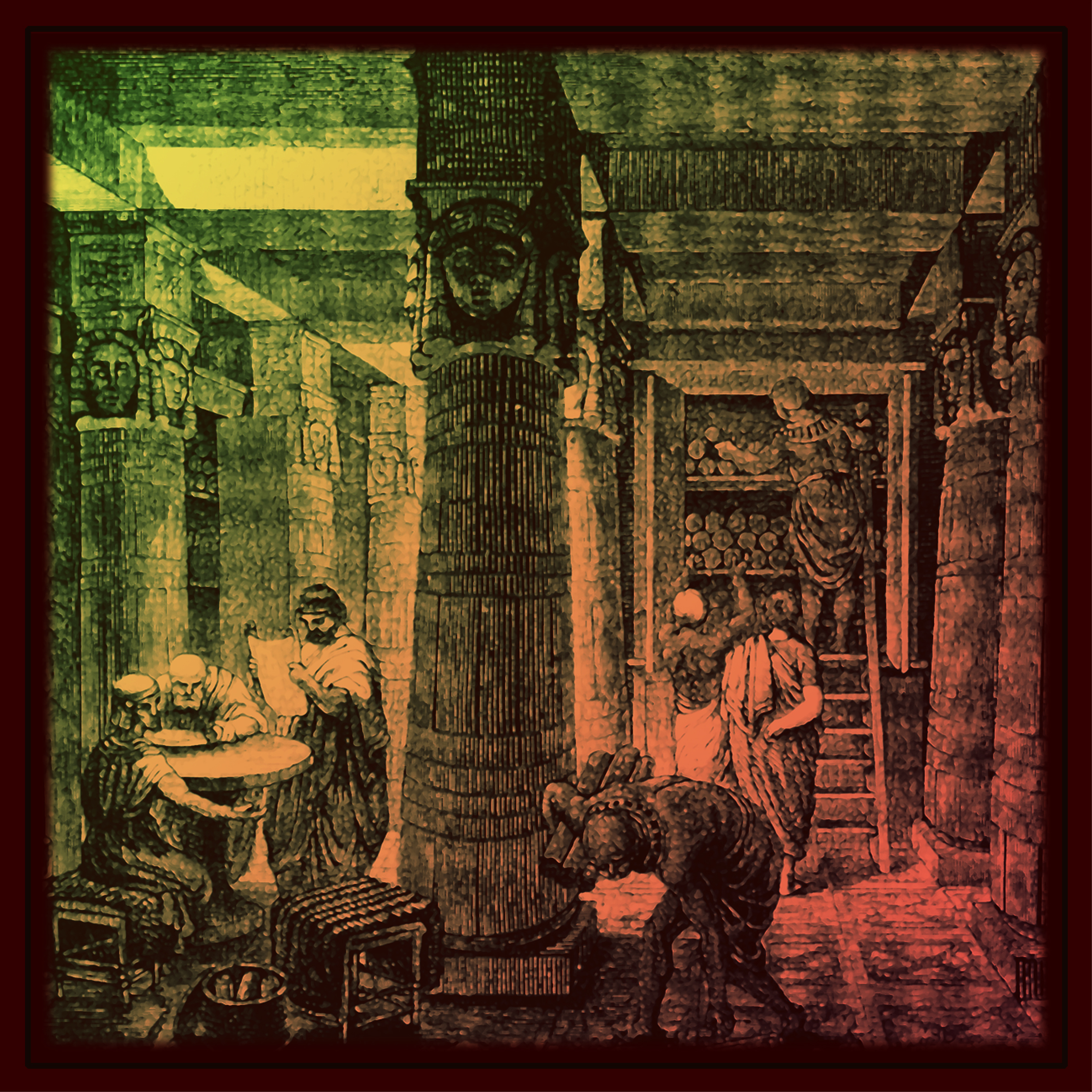
Biblioteka Aleksandryjska, jej powstanie świadczy o spostrzeżeniu wagi wiedzy naukowej, jak i jej intensywnego rozwoju w tym okresie

Początki filozofii nauki sięgają Platona i jego ucznia, Arystotelesa. Ci dwaj filozofowie wyróżnili dokładne oraz przybliżone rozumowanie, określili potrójny schemat rozumienia, zawierający rozumowanie abdukcyjne, dedukcyjne i indukcyjne, a także omówili zagadnienie rozumowania poprzez analogię.
W epoce hellenistycznej swoje dzieła tworzą Euklides, Archimedes czy Hipparchos z Nikei, uważany za współtwórcę naukowych podstaw astronomii.

#### Średniowiecze
W XI wieku arabski fizyk Ibn al-Hajsam przeprowadził swoje badania w dziedzinie optyki na drodze kontrolowanych eksperymentów i zastosowania geometrii. Wykorzystał je w badaniach nad obrazami powstającymi z odbicia i załamania światła. Natomiast w średniowiecznej Europie tworzył Roger Bacon (1214-1294), angielski myśliciel, którego określa się czasem jako ojca nowoczesnej metody naukowej. Jego pogląd, że matematyka jest niezbędna do prawidłowego zrozumienia przyrody, uznano za wyprzedzający swoje czasy o 400 lat.

#### Nowożytność
Znaczącym okresem dla rozwoju nauki oraz namysłu nad jej metodą byłą nowożytność. W tym okresie przedefiniowano pojęcie nauki, której fundamentem stała się świadomość metodologiczna. Za podstawę poznania uznano rozum i doświadczenie. Nastąpił znaczący rozwój metod badawczych nastawionych na ujęcie ilościowe.
Jednym z pierwszych myślicieli nowożytności, którzy prowadzili intensywny namysł nad nauką, był Francis Bacon. Był to filozof żyjący w czasach rewolucji naukowej. Miał on znaczący wpływ na rozwój współczesnej filozofii nauki. W swojej pracy Novum Organum (1620), w której nawiązał już samą nazwą do Organonu Arystotelesa, nakreślił nowy system logiki – dzieło to w założeniu było elementem pracy mającej na celu zreformowanie dotychczasowej nauki. Metoda Bacona polegała na prowadzeniu eksperymentów w celu wyeliminowania alternatywnych teorii.

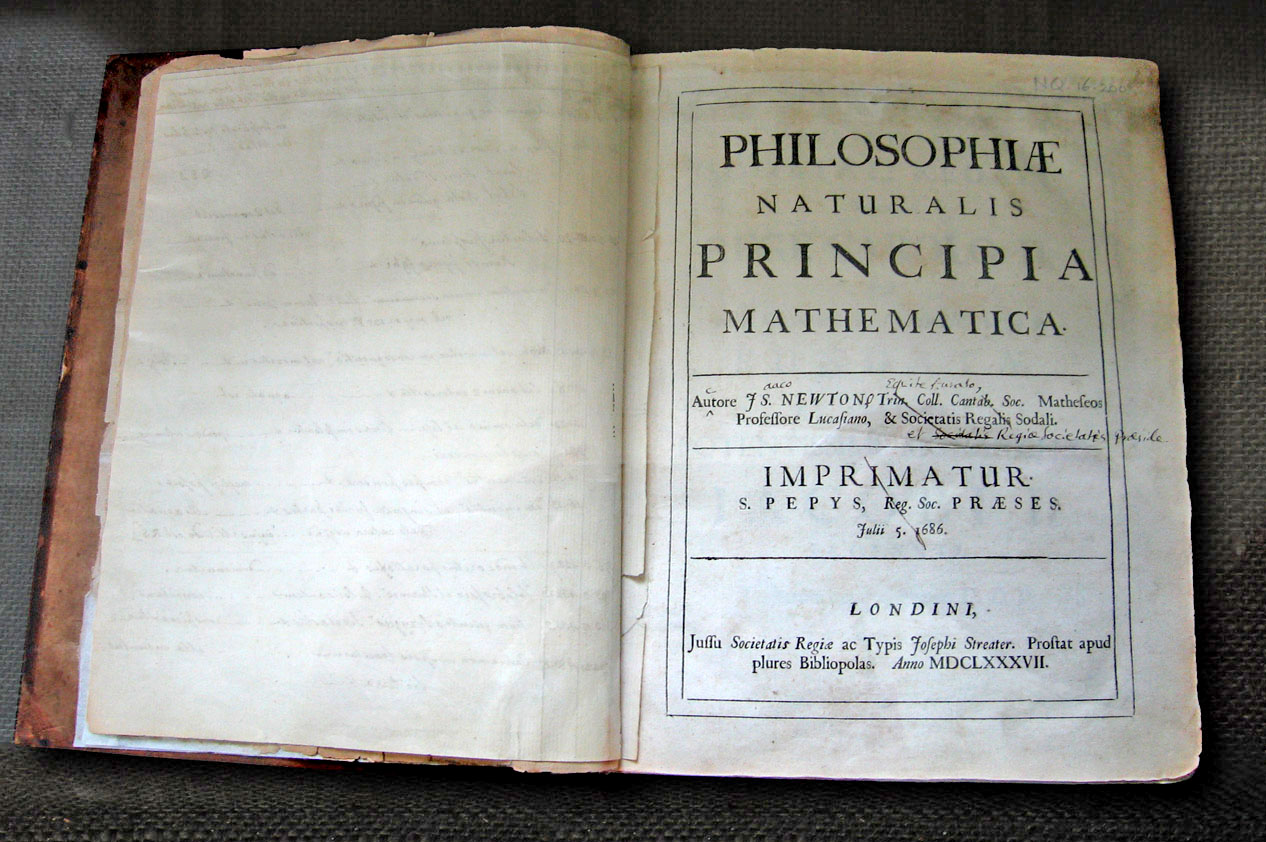
Dzieło Newtona, Philosophiae Naturalis Principia Mathematica

W roku 1637 Kartezjusz opisał nowe ramy dla wiedzy naukowej w swoim traktacie „Rozprawa o metodzie”. Wskazał w nim na centralną rolę rozumu w ludzkim poznaniu (zob. Racjonalizm filozoficzny), a także ideę redukcjonizmu metodologicznego, tj. rozwiązywania problemów poprzez ich rozłożenie na mniejsze elementy i analizę każdego z nich z osobna.
Przeciwne do poglądów Kartezjusza są założenia empiryzmu. W 1713 r. w drugiej edycji Philosophiae Naturalis Principia Mathematica Isaaca Newtona przedstawiona jest teza, że „hipotezy (...) nie mają miejsca w filozofii eksperymentalnej. W tej filozofii wnioski są wywodzone ze zjawisk i uogólniane poprzez indukcję”. Przeczy to centralnej roli rozumu w poznaniu ludzkim, pokazując, że przed-doświadczalne sądy na temat zjawisk/eksperymentów nie powinny mieć miejsca. Ten fragment miał istotny wpływ na czytelników dzieła, „późniejsze pokolenia filozofów były skłonne do wypowiedzenia zakazu stawiania hipotez na temat przyczyn w filozofii naturalnej”. Znalazło to swoje odzwierciedlenie w XVIII w., m.in. w poglądach Davida Hume’a. Hume wątpił w zdolność nauki do określania przyczynowości, formułując tzw. problem indukcji (zob. też niżej).
Za istotne w procesie powstawania współczesnych koncepcji metody naukowej uważa się także prace XIX-wiecznego filozofa angielskiego Johna Stuarta Milla. Mill usystematyzował m.in. różne rodzaje stanowisk empirystycznych.

### Pozytywizm logiczny
Koło Wiedeńskie to nazwa odnosząca się do grupy filozofów działającej w Wiedniu w latach 20. i 30. XX wieku. Byli to między innymi Rudolf Carnap, Herbert Fiegl, Friedrich Weismann, Otto Neurath, Hans Hahn, Kurt Gödel. Przełomowym rokiem w ich działalności był rok 1929, w którym Hans Hahn, Rudolf Carnap i Otto Naurath zredagowali manifest filozoficzny Koła Wiedeńskiego („Naukowa koncepcja świata. Koło Wiedeńskie”). Pod koniec lat 30. XX w. wielu członków tej grupy odrzuciło fenomenalizm Macha na rzecz fizykalizmu Otto Neuratha. Logiczny pozytywizm, jako ruch filozoficzny, w znacznym stopniu przyczynił się do powstania filozofii analitycznej, która zdominowała filozofię w krajach anglosaskich aż do lat 60. XX w. Ustalenia logicznego pozytywizmu często były krytykowane, jednak to właśnie ich działalność filozoficzna uczyniła z filozofii nauki wyodrębnioną subdyscyplinę. Filozofia Koła Wiedeńskiego jest określana wieloma nazwami: logicznym pozytywizmem, logicznym empiryzmem, naukowym empiryzmem, neopozytywizmem. W Polsce najczęściej spotykaną nazwą jest neopozytywizm.
Podstawowymi tezami filozoficznymi Koła Wiedeńskiego, mającymi wielkie znaczenie dla rozwoju filozofii nauki są:
- Empiryzm (Wiedza na temat świata pochodzi wyłącznie z doświadczeń zmysłowych). Empiryzm wyznaczał dla filozofów logicznego empiryzmu granicę pomiędzy zdaniami wartościowymi i bezwartościowymi poznawczo (zob. niżej: zasada weryfikacji). Przykładowo, Alfred Ayer pisał[15], że istnieją tylko dwa typy zdań sensownych: ufundowane na doświadczeniach zmysłowych zdania na temat świata oraz zdania matematyczne. Wszelkie pozostałe zdania muszą z konieczności zawierać w sobie terminy, które nie zostały poprawnie zdefiniowane, są więc nonsensowne. Szybko jednak okazało się, że tak przedstawiane kryterium sensowności stwarza poważne problemy, których rozwiązanie stanowiło sedno wczesnej działalności neopozytywizmu. Dyskusję nad tym zagadnieniem nazwano „sporem o zdania protokolarne”. Początkowo sens empiryczny przypisywano tzw. zdaniom protokolarnym, które miały zdawać sprawę z tego, co bezpośrednio dane. Jednakże od samego początku pomiędzy członkami Koła Wiedeńskiego nie było zgodności na temat tego, czym tak naprawdę są zdania protokolarne. Z jednej strony za zdania protokolarne możemy przyjąć zdania mówiące o doznaniach zmysłowych („Teraz tutaj jest biało”). Z drugiej zaś strony za zdania protokolarne możemy przyjąć zdania opisujące przedmioty („Na stole leży biała kartka”), te jednak, jak można wykazać, zawsze są obciążone teoretycznie („theory-laden”), tj. zakładają pewną wiedzę o świecie. W świetle tych problemów próbowano tak przeformułować kryterium sensowności empirycznej, by przypisywać je nie całym zdaniom, ale poszczególnym terminom – zdanie zbudowane wyłącznie z tych terminów i terminów logicznych uzyskiwałyby tym samym sens empiryczny. Cały spór o zdania protokolarne nie zakończył się jednak wypracowaniem zadowalającego stanowiska i wkrótce przestano się nim zajmować[16].
- Fizykalizm (wszystkie terminy da się zredukować do języka fizykalnego). Fizykalizm wiąże się z przeświadczeniem Koła Wiedeńskiego o jedności nauki. Aby taką jedność zagwarantować, nauka powinna być wyrażalna w jednym języku, który mógłby być intersubiektywnie sprawdzalny przez wszystkich uczonych (czyli: każdy uczony rozumie i wie, jak sprawdzić dane zdanie). Carnap i Neurath uważali, że funkcję taką musi spełnić język fizyki. Sądzili oni ponadto, że w języku tym nie tylko da się wyrazić ustalenia chemii i biologii, ale także tezy socjologii i psychologii: skoro nauki te tak naprawdę zajmują się badaniem procesów fizjologicznych i zachowaniem jednostek, czyli rzeczami, które powinny dać się wyrazić w języku fizyki[16].
- Zasada weryfikacji (inaczej weryfikacjonizm) głosi, że tylko zdania możliwe do empirycznego sprawdzenia mają wartość poznawczą. Warunku tego nie muszą spełniać tautologie logiczne i wywiedzione z nich zdania matematyki (zob. logicyzm), które – choć nie są sprawdzalne empirycznie – to są poznawczo wartościowe. Weryfikacjonizm uznaje więc wszelkie zdania niespełniające kryterium sprawdzalności za bezwartościowe poznawczo. Oznacza to zaprzeczenie wartości poznawczej zdań specyficznych dla wielu dziedzin: metafizyki, teologii, etyki i estetyki. Co prawda, zdania występujące w tych dziedzinach mogą wpływać na emocje i zachowanie, lecz nie z punktu widzenia wartości prawdziwościowej lub informacyjnej[17]. Dokładne sformułowanie zasady weryfikacji zmieniało się wraz z czasem i naporem krytyki do lat 50. XX wieku. W latach 60. XX wieku uznano, że nie da się jej w ogóle utrzymać[18]. Jednym z największych krytyków weryfikacjonizmu był Karl Popper. Przedstawiona przez niego krytyka i propozycja zastąpienia weryfikacji przez falsyfikację została opisana w sekcji poświęconej problemowi demarkacji[16].

Carl Gustav Hempel, zaliczany do przedstawicielu empiryzmu logicznego, opisał popularny model wyjaśnienia naukowego, tzw. model DN (dedukcyjno-nomologiczny). Jego zaletą było wskazanie na logiczną formę wyjaśnienia bez jednoczesnego odwoływania się do niejasnego pojęcia przyczynowości. W modelu tym pewne zdarzenie otrzymuje uzasadnienie, jeśli uda się je podciągnąć pod jakieś ogólne prawo przyrody. Innymi słowy: da się to zdarzenie wydedukować z jakiejś ogólnej teorii w koniunkcji z pewnymi warunkami początkowymi (zob. niżej w sekcji poświęconej|wyjaśnieniu naukowemu).
Wielki wkład w XX-wieczną filozofię nauki miał też Karl Raimund Popper. Jego system filozoficzny został przez niego samego nazwany racjonalizmem krytycznym. Sformułował zasadę falsyfikowalności jako kryterium naukowości – zdanie naukowe to nie takie, które zostało lub przynajmniej może zostać potwierdzone (co głosi weryfikacjonizm), lecz takie, które może zostać obalone. Popper odrzucał klasyczne poglądy na temat roli indukcji w nauce – czyli metody stopniowego dochodzenia do prawdy na drodze uogólniania na bazie przypadków szczegółowych – na rzecz metody opartej na wysuwaniu hipotez podlegających falsyfikacji. Teoria w naukach empirycznych nigdy nie może zostać całkowicie udowodniona, ale może zostać sfalsyfikowana. Oznacza to, że teoria naukowa może i powinna być poddawana rygorystycznemu testowaniu poprzez sprawdzanie jej przewidywań w eksperymentach. Opis falsyfikacjonizmu znajduje się również w sekcji poświęconej problemowi demarkacji.

### Inne kierunki w XX-wiecznej filozofii nauki

#### Koherencjonizm, teza Duhema-Quine’a

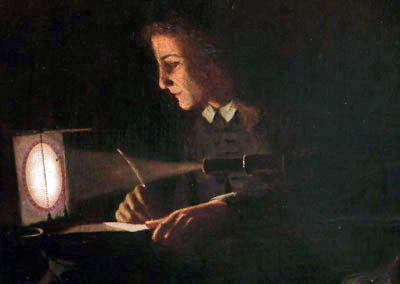
Jeremiah Horrocks wykonuje pierwszą obserwację tranzytu Wenus w 1639 r. Obraz W. R. Lavendera z 1903 r.

W odróżnieniu od poglądu, że nauka opiera się na fundamentalnych założeniach, koherencjonizm zakłada, że twierdzenia wynikają z bycia częścią spójnego systemu. Albo raczej, że indywidualne twierdzenia nie mogą być potwierdzone przez nie same: tylko logicznie powiązane systemy mogą być uzasadnione. Na przykład przewidywanie tranzytu Wenus (czyli przejścia Wenus przed tarczą słoneczną) jest uzasadnione przez to, że jest on spójny z szerszymi przekonaniami dotyczącymi ruchu ciał niebieskich oraz wcześniejszymi obserwacjami. Obserwacja jest aktem poznania – to znaczy, że opiera się na powstałym wcześniej rozumowaniu, systematycznym zbiorze przekonań. Co więcej, obserwacja tranzytu Wenus wymaga olbrzymiego szeregu dodatkowej wiedzy z zakresu optyki teleskopów, mechaniki głowicy teleskopu czy znajomości mechaniki nieba. Natomiast jeżeli przewidywania zawiodą i tranzyt nie zostanie zaobserwowany, to znaczy, że jest to okazja do skorygowania systemu czy zmiany dodatkowych założeń, a nie odrzucenia całej teorii. W ten sposób każde doświadczenie i każda obserwacja naukowa są jednocześnie testem dla wielu dyscyplin naukowych.
Zgodnie z tezą Duhema-Quine’a, nie jest możliwe sprawdzenie teorii samej w sobie. Każdorazowo trzeba bowiem dodawać pomocnicze hipotezy, aby przewidywania były sprawdzalne. Na przykład aby sprawdzić newtonowskie prawo powszechnego ciążenia w Układzie Słonecznym, potrzeba danych o masach i położeniach Słońca oraz wszystkich planet. Jednakże niemożność przewidzenia orbity Urana w XIX wieku doprowadziła nie do odrzucenia prawa Newtona, lecz do odrzucenia hipotezy, że na Układ Słoneczny składa się tylko siedem planet. W następstwie tego, poszukiwania przyniosły odkrycie ósmej planety – Neptuna. Przykład ten pokazuje, że jeśli test zawiódł, to znaczy, że coś jest nie w porządku – ale problemem jest wskazanie tego „czegoś”: brakującej planety, źle skalibrowanych urządzeń testowych, niespodziewanego zakrzywienia przestrzeni albo czegoś jeszcze innego.
Jednym ze skutków tezy Duhema-Quine’a jest to, że jakąkolwiek teorię można uczynić zgodną z jakąkolwiek empiryczną obserwacją przez dodanie wystarczającej liczby odpowiednich doraźnych hipotez ad hoc. Karl Popper zaakceptował tę tezę, prowadzącą go do odrzucenia naiwnej falsyfikacji. Zamiast tego, uznał pogląd, w którym preferuje się najbardziej falsyfikowalne teorie naukowe.

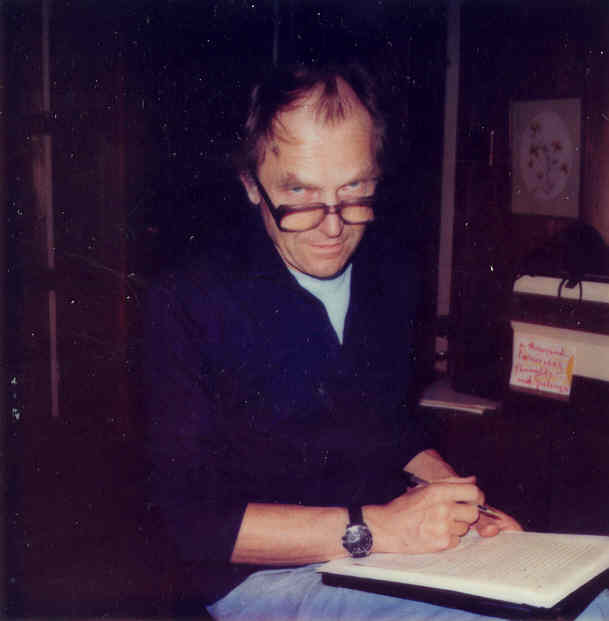
Paul Karl Feyerabend

#### Anything goes
Paul Feyerabend (1924-1994) utrzymywał, że żaden opis metodologii naukowej prawdopodobnie nie może być wystarczająco ogólny, by zawrzeć wszystkie podejścia i metody wykorzystywane przez naukowców, oraz że nie istnieją użyteczne i wolne od wyjątków reguły metodologiczne rządzące postępem naukowym. Feyerabend argumentował, że „jedyna zasada, która nie hamuje postępu, to: anything goes” (w języku polskim sformułowanie to tłumaczone jest jako „wszystko ujdzie” lub „wszystko się przyda”).
Feyerabend powiedział, że nauka z czasem stała się coraz bardziej dogmatyczna i twarda oraz nabrała charakteru opresyjnego, przez co przeobraziła się bardziej w ideologię. Z powodu tego uznał, że istnieje fundamentalne podobieństwo nauki do religii czy magii, ale zwłaszcza do mitologii. W „Przeciwko metodzie” pisał, że „nauka jest znacznie bliższa mitom niż filozofowie nauki są to skłonni przyznać. Jest to jedna z wielu form myśli rozwiniętych przez człowieka, niekoniecznie najlepsza”. Feyerabend uważał, że wyłączna dominacja nauki jako sposobu kierowania społeczeństwem jest autorytarna i nieuzasadniona. Przez rozpowszechnianie tego stanowiska, określanego jako anarchizm epistemologiczny, Feyerabend zasłużył wśród swoich krytyków na tytuł „najgorszego wroga nauki”.

#### Socjologia nauki
Według Thomasa Kuhna, nauka jest z natury działalnością społeczną, która może być uprawiana tylko jako część społeczności. Dla niego, fundamentalna różnica pomiędzy nauką i innymi dyscyplinami polega na odmiennym sposobie funkcjonowania środowiska naukowego względem innych środowisk, np. kościelnych. Według tego poglądu nauka jest uwarunkowana społecznie, chociaż niekoniecznie sugeruje to radykalniejsze stwierdzenie, jakoby opisywana przez naukę rzeczywistość była sama w sobie społeczną konstrukcją – to z kolei stanowi pogląd wielu postmodernistycznych filozofów nauki. W latach 90. XX wieku takie różnice poglądów w kręgach naukowego realizmu i postmodernizmu wywołały gwałtowne, publiczne reakcje naukowców, które zostały określone jako „Science Wars” – „wojny o naukę”.
Popularnym kierunkiem rozwoju w ostatnich dekadach były badania nad formacją, strukturą, i ewolucją środowisk naukowych. Zajmowali się tym tacy socjologowie i antropolodzy jak David Bloor, Harry Collins, Bruno Latour i Anselm Strauss. Pojęcia i metody wywodzące się z ekonomii (takie jak racjonalny wybór, społeczny wybór czy teoria gier) również zostały wykorzystane do zrozumienia efektywności środowisk naukowych w „produkcji” wiedzy. Tak interdyscyplinarne podejście określa się współcześnie terminem science studies, czyli badania tego, w jaki sposób funkcjonuje środowisko naukowe rozumiane jak każda inna grupa społeczna, albo jakie są neurologiczne podstawy procesu powstawania wiedzy, w tym wiedzy naukowej.

## Definicja nauki
Podanie zadowalającej i niewzbudzającej kontrowersji definicji terminu „nauka” jest bardzo trudne. Jednym z naczelnych problemów podejmowanych przez filozofię nauki jest problem demarkacji, który można rozumieć właśnie jako próbę podania adekwatnej definicji. Jest to problem, który do tej pory nie uzyskał zadowalającego rozwiązania. Znaczenie terminu „nauka” można przybliżyć na dwa sposoby. Po pierwsze, nauka to pewna zinstytucjonalizowana działalność ludzka dostarczająca wiedzy naukowej (formalnie, stwierdzenie takie nie mogłoby być definicją ze względu na występujące w nim błędne koło) – mowa tu więc o nauce jako o zjawisku społecznym. Po drugie, możemy wskazać pewne cechy, którymi winno charakteryzować się naukowe badanie świata – mowa tu więc o nauce jako o wytworze intelektualnym, ew. językowym. Elżbieta Kałuszyńska za takie cechy nauki uważa:
- racjonalizm (w sensie przeciwieństwa irracjonalizmu),
- krytycyzm,
- antydogmatyzm,
- intersubiektywną komunikowalność i sprawdzalność,
- jawność badań,
- niezakłócony przepływ informacji[28].

Współcześnie, naukę definiuje się często po prostu poprzez swoją metodę – nauka rozumiana jest więc jako wszelka działalność zorganizowana wedle prawideł metody naukowej.

## Metoda naukowa

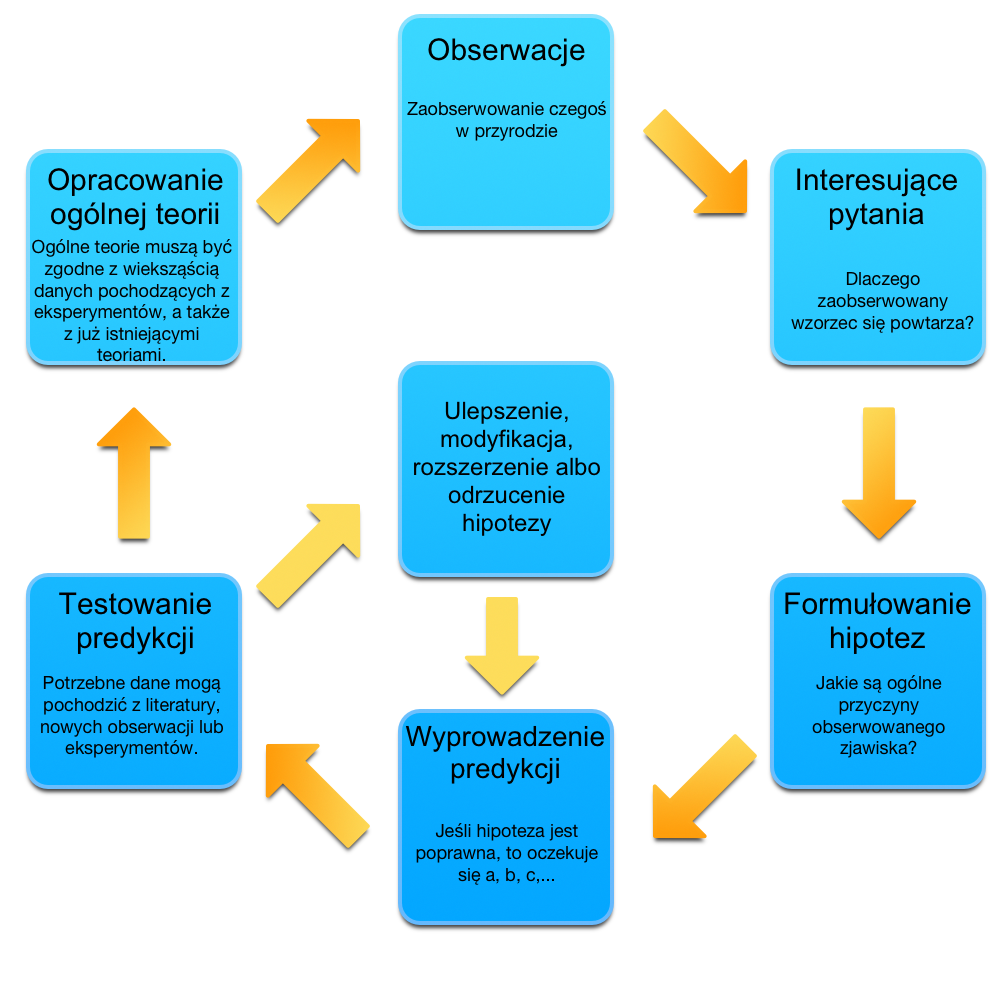
Metoda naukowa jako proces powtarzalny

Metoda naukowa stanowi zbiór naukowych technik służących badaniu zjawisk fizycznych, zdobywaniu nowej wiedzy przyrodniczej, a także korygowaniu i scalaniu wiedzy już zdobytej. Metoda naukowa jest powszechnie oparta na empirycznych lub mierzalnych wynikach eksperymentów i obserwacji, które zostają poddane specyficznym dla nauki metodom rozumowania.
Metoda naukowa to postępujący w czasie proces, który zaczyna się zazwyczaj od obserwacji świata naturalnego. Istoty ludzkie są naturalnie dociekliwe, więc często zadają sobie pytania na temat otaczających ich rzeczy i formułują pomysły (hipotezy) wyjaśniające dlaczego rzeczy te zachowują się tak, a nie inaczej. Z najlepszych hipotez można wyciągnąć predykcje (przepowiednie) o zachowaniu się rzeczy, których poprawność można sprawdzić w różnoraki sposób. Zasadniczo najbardziej rygorystyczne sprawdzenie hipotez odbywa się przy pomocy starannie kontrolowanego i powtarzalnego eksperymentu fizycznego. W zależności od zgodności wyniku eksperymentu z predykcją teoretyczną, hipoteza może potrzebować udoskonalenia, przebudowania lub rozszerzenia – może także zostać całkowicie odrzucona. Jeśli konkretna hipoteza posiada bardzo mocne potwierdzenie empiryczne, to może posłużyć jako podstawa w budowaniu ogólnej teorii naukowej.
Pomimo tego, że różne gałęzie nauki różnią się między sobą procedurami metodologicznymi, to możemy zaobserwować pomiędzy nimi pewną część wspólną – ogólny schemat postępowania naukowego. Składają się na niego kolejno: formułowanie hipotez (domysłów), wyprowadzanie z nich predykcji (przewidywań) oraz przeprowadzanie eksperymentów (lub dokonywanie obserwacji) w oparciu o te predykcje. Hipoteza to inaczej domysł sformułowany na podstawie wiedzy uzyskanej w trakcie formułowania pytania badawczego. Hipotezami mogą być zarówno domysły ogólne, jak i szczegółowe. Współcześnie uważa się, że nie jest istotne, jaka konkretnie droga prowadziła do sformułowania danej hipotezy (mogła być to nagła inspiracja, mogły być to lata żmudnych obserwacji); istotne jest, aby hipotezy naukowe były precyzyjne i falsyfikowalne. Oznacza to, że z hipotezy powinno dać się wywnioskować przewidywania, które mogłyby się okazać niezgodne ze stanem faktycznym. Wprowadza to wymóg „obalalności”, dzięki któremu w ogóle sens ma jakiekolwiek testowanie empiryczne hipotezy. Hipotezy niefalsyfikowalne, czyli potwierdzające się w każdym możliwym eksperymencie, są znakiem rozpoznawczym przedsięwzięć pseudonaukowych.
Celem eksperymentu/obserwacji jest stwierdzenie, czy potwierdzają się predykcje wywiedzione z hipotezy. Eksperymenty mogą być przeprowadzane wszędzie – od uczelnianego laboratorium po Wielki Zderzacz Hadronów ośrodka CERN; podobnie obserwacje: istotne naukowo obserwacje przeprowadza się za pomocą Teleskopu Kosmicznego Hubble’a, ale też lodówki i kubka z wodą (np. efekt Mpemby).
Przedstawiony powyżej opis metody naukowej stwarza wrażenie ustalonego porządku działania. Należy go jednak raczej traktować jako zbiór ogólnych zasad postępowania naukowego, który nie bierze pod uwagę różnic metodologicznych występujących w naukach, a także pomija związaną z poznawaniem świata kreatywność uczonych. Nie należy więc traktować opisanej tutaj metody jako prostego i automatycznego wzorca, zawsze kończącego się sukcesem poznawczym, ale jako fundamentalne zasady, na których praktyka naukowa winna się opierać. Nie wszystkie wyszczególnione stadia metody są obecne w każdym naukowym badaniu (czasem są obecne w różnym stopniu), a czasem występują w odmiennej kolejności.

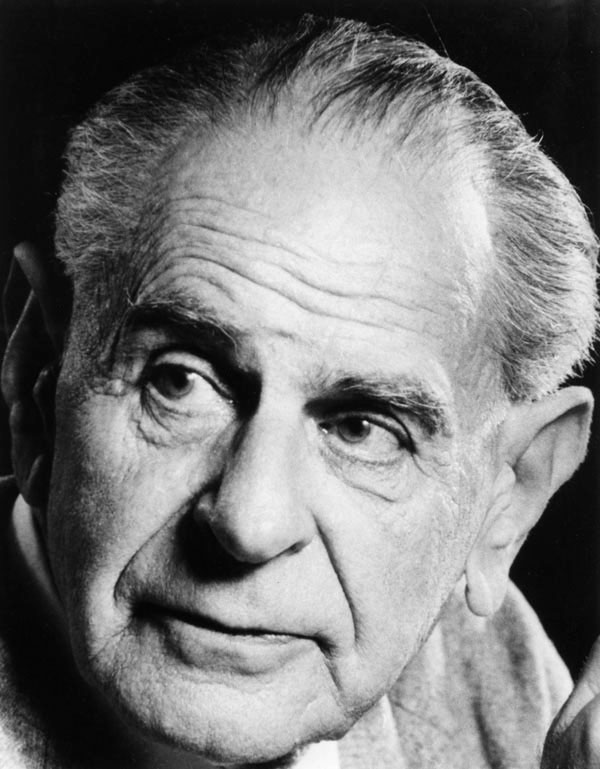
Karl Popper (fot. z lat 80)

### Problem demarkacji
Problemem demarkacji określa się próbę wyznaczenia granicy oddzielającej naukę od pseudonauki. Dla przykładu, zastanówmy się, czy tezy psychoanalizy, kreacjonizmu albo hipoteza wieloświata inflacyjnego powinny być traktowane w ten sam sposób, jak osiągnięcia nauk przyrodniczych? Karl Popper określił to pytanie mianem centralnego problemu filozofii nauki. Problem demarkacji wciąż pozostaje aktualny ze względu na to, że filozofii nie udało się wypracować rozwiązania niebudzącego zastrzeżeń. Niektórzy filozofowie uważają nawet, że problem demarkacji jest nierozwiązywalny, a nawet nieinteresujący .
Potocznie pseudonauką określa się jakikolwiek obszar dociekań lub badań, który ukrywa swoje prawdziwe, pozanaukowe motywacje i próbuje upodobnić się zewnętrznie do nauki, aby uzyskać akceptację i prestiż, których nie byłby inaczej zdolny osiągnąć. W literaturze angielskojęzycznej można spotkać się z synonimami pseudonauki nie występującymi w polszczyźnie, takimi jak: fringe science (margines nauki) oraz junk science (śmieciowa nauka). Inne sławne określenie na pozory naukowości to „nauka spod znaku kultu cargo” (cargo cult science) autorstwa Richarda Feynmana. Używał on go w przypadkach, gdy badacze jakiegoś zagadnienia wierzą, że uprawiają naukę, ponieważ ich przedsięwzięcia z zewnątrz przypominają działalność naukową, ale tak naprawdę brakuje im „absolutnej rzetelności”, która pozwoliłaby na rygorystyczną ocenę ich wyników – brakiem takiej rzetelności są między innymi: samooszukiwanie siebie, bezkrytyczne przyjmowanie teorii własnego autorstwa, niewyszukiwanie błędów we własnych teoriach i eksperymentach.
W praktyce często utożsamia się problem demarkacyjny z kwestią zdefiniowania nauki (zob. wyżej).

#### Falsyfikowalność jako kryterium demarkacji
Falsyfikowalność teorii jako kryterium odróżnienia nauki od nie-nauki została zaproponowana przez Karla Poppera i stanowi najsłynniejsze kryterium demarkacji. Została ona przedstawiona w opozycji wobec poglądu, że dobrym wyznacznikiem naukowości teorii jest duża liczba empirycznych potwierdzeń danej teorii. Ideę falsyfikacji można wyprowadzić z podstawowych własności implikacji logicznej w klasycznym rachunku zdań. W przypadku potwierdzenia mamy do czynienia z następującą formą rozumowania: „(Jeśli p, to q) i q” (przez p rozumiemy tu teorię naukową i/lub obecny stan wiedzy, a przez q przewidywane przez teorię zdarzenie). Przykładowo, mogę przewidywać, że biorąc pod uwagę prawo powszechnego ciążenia oraz obecne położenia ciał Układu Słonecznego (p), jutro w południe dojdzie do zaćmienia Słońca (q). Co ciekawe, faktyczne zaobserwowanie zaćmienia o tej porze (q) nie pozwala nam na wyciągnięcie wniosku, że p. Potwierdzenie przewidywania nie oznacza więc, że teoria jest prawdziwa – przede wszystkim ze względu na to, że zupełnie inna teoria może prowadzić do dokładnie takich samych wniosków. Co więcej, żadna ilość takich potwierdzających testów nie zezwala nam na wnioskowanie o prawdziwości teorii. Popper nazywał takie zdarzenie „okazaniem hartu przez teorię” wobec próby obalenia – w filozofii Poppera określa się takie zdarzenia zamiennie korroboracją albo terminem verisimilitude (prawdoupodobnieniem/uprawdopodobnienie; nie mylić z prawdopodobieństwem).
W przypadku falsyfikacji mamy do czynienia natomiast ze schematem: „(Jeśli p, to q) i nie-q.”, a więc sytuacją, gdy przewidywanie (q) nie sprawdziło się (okazało się, że nie-q). Teoria została obalona.
{\displaystyle [(p\Rightarrow q)\land \lnot q]\Rightarrow \lnot p}
Ilustruje to zasadniczą asymetrię pomiędzy weryfikacją i falsyfikacją. Weryfikacja to stopniowo podnoszenie się „wiarygodności”/prawdoupodobnienia danej teorii, które jednak nigdy nie osiągają 100%. Falsyfikacja to nagłe, całkowite obalenie danej teorii. Tak przynajmniej powinno być w teorii Poppera; w rzeczywistości stosują się tu liczne zastrzeżenia, zwłaszcza związane z tezą Duhema-Quine’a (zob. powyżej).
Wedle Poppera, teoria naukowa musi spełniać wymóg falsyfikowalności, czyli być teorią możliwą do obalenia. Teorie nienaukowe nie spełniają tego kryterium, czyli nie można z nich wywieść zdań, które po skonfrontowaniu z przyrodą mogłyby być fałszywe, co pozwalałoby na obalenie teorii. Ulubionymi przykładami nie-nauki były dla Poppera psychoanaliza i marksizm. Należy jednak pamiętać, że falsyfikacja jako kryterium naukowości stanowi pewną idealizację i przedstawia ogólną tendencje do odrzucania teorii wprost nieobalalnych. Nie opisuje natomiast adekwatnie rozwoju teorii naukowych w czasie.

#### Paradoks falsyfikacji
Dla Poppera astrologia jest teorią całkowicie niefalsyfikowalną (czyli nie da się z niej wyprowadzić przewidywań, które byłyby sprzeczne z doświadczeniem), a co za tym idzie: pseudonaukową. Dzieje się tak ze względu na to, że przepowiednie astrologiczne są z jednej strony tak szeroko formułowane by utrudnić jednoznaczne wykazanie ich fałszywości, a gdyby nawet taka niezgodność się pojawiła, to zawsze można taką przepowiednię przeformułować, by zapewnić jej zgodność z empirią (zob. hipoteza ad hoc). Co jednak się stanie jeśli poddamy przepowiednie astrologiczne poważnym testom, które wykluczą możliwość obrony przed sfalsyfikowaniem?
W 2003 roku opublikowano wynik badania przeprowadzonego na 2100 parach ludzi urodzonych w 1958 roku w Londynie (w 73% par różnica w narodzinach była mniejsza niż 5 minut). Należy pamiętać, że czas narodzin jest kluczowy dla przepowiedni astrologicznych. Badacze porównywali cechy (w liczbie 110) przepowiadane przez astrologów u ludzi w każdej parze. Wyniki eksperymentu były druzgocące dla astrologii – nie stwierdzono jakiegokolwiek podobieństwa cech u sparowanych osobników.
Jeśli jednak przyjmujemy za kryterium naukowości wymóg falsyfikowalności przewidywań, to przytoczone wyżej badanie nie przemawia na rzecz pseudonaukowości astrologii, ale podnosi ją do rangi nauki.

### Problem indukcji

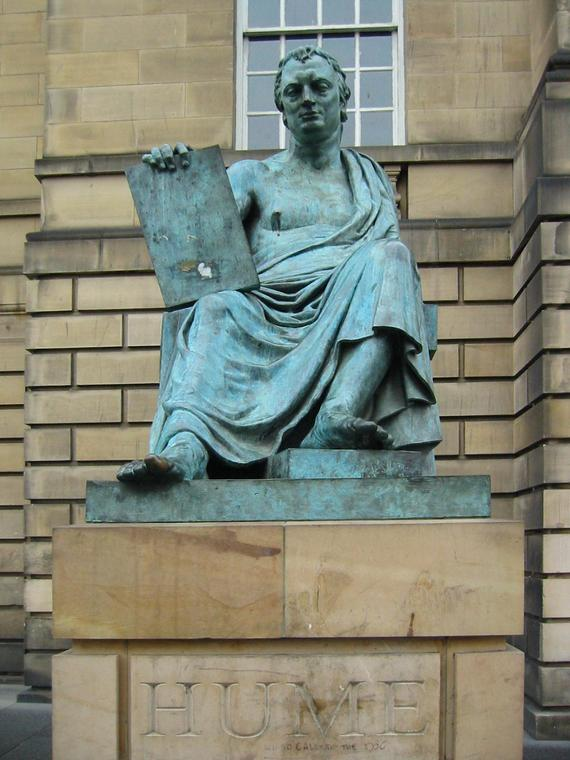
David Hume, posąg w Edynburgu

David Hume (1711-1776) szkocki filozof urodzony w Edynburgu jako pierwszy zwrócił uwagę na problem indukcji. Zauważył, że brak podstaw twierdzeniom, w których traktujemy przeszłość jako podstawę do przekonań o przyszłości. Twierdził on, ze „każdy skutek jest zdarzeniem różnym od swojej przyczyny”, a wszelki związek między nimi wynika z ludzkiego doświadczenia, które z czasem przeradza się w przyzwyczajenie. Z twierdzeń Davida Hume’a wynika, że nie jest wcale jasne, jak można wywnioskować ważność ogólnych twierdzeń z szeregu konkretnych przypadków, lub wnioskować o prawdziwości danej teorii z serii udanych doświadczeń . Przykładowo: kurczak obserwuje, że każdego ranka rolnik przychodzi i podaje jedzenie przez setki dni z rzędu. Kurczak może zatem używać rozumowania indukcyjnego, aby wywnioskować, że rolnik przynosi jedzenie każdego ranka. Jednak pewnego ranka rolnik przychodzi i zabija kurczaka. Powstaje z tego zasadnicze pytanie, obrazujące problem indukcji. Czy rozumowanie naukowe jest bardziej wiarygodne niż rozumowanie wspominanego wyżej kurczaka?
Na powyższy zarzut można by odpowiedzieć tak, że stosując rozumowanie indukcyjne, nie osiągamy pewności. Natomiast obserwowanie większej liczby przypadków ogólnego twierdzenia może przynajmniej sprawić, że nasze twierdzenie jest bardziej prawdopodobne. Zgodnie z tym punktem widzenia, kurczak nie może stwierdzić z pewnością, że kolejnego ranka rolnik ponownie przyniesie jedzenie, jednak jest w stanie oszacować prawdopodobieństwo takiego zajścia. Prawdopodobieństwo to może być bardzo bliskie jedności, jednak nigdy nie osiąga 100%. W kontekście takiego rozwiązania pojawiają się trudne pytania dotyczące tego, jak silne musi być prawdopodobieństwo danego zajścia, aby uzasadnione stało się sformułowanie stwierdzenia ogólnego. Wyjściem z tych trudności jest zadeklarowanie, że wszystkie przekonania dotyczące teorii naukowych są subiektywne, zaś tym, co interesuje filozofa nauki, jest sposób, w jaki subiektywne przekonania zmieniają się z biegiem czasu w miarę napływania nowych dowodów . Współcześnie stosowaną metodą przy opisywaniu wzrostu pewności odnośnie do danego stwierdzenia (tzw. prawdopodobieństwa subiektywnego) w miarę napływania nowych danych jest tzw. epistemologia bayesowska.
Natomiast trochę inną postawą jest twierdzenie, że to, co robią naukowcy, nie jest rozumowaniem indukcyjnym w ogóle, ale raczej pewnego rodzaju wnioskowaniem do najlepszego wyjaśnienia: proces naukowy nie polega po prostu na uogólnianiu na podstawie konkretnych przypadków, lecz na budowaniu hipotez na temat tego, co jest obserwowane. Niestety, nie zawsze jest jasne, co oznacza „najlepsze wyjaśnienie”. Pomocna może okazać się brzytwa Ockhama, która zaleca wybór najprostszego dostępnego wyjaśnienia spośród tych, które tłumaczą wszystkie fakty. Wracając do przykładu kurczaka, należy się zastanowić: czy łatwiej byłoby przypuszczać, że rolnik cały czas będzie troszczył się o kurczaka, karmiąc go co dzień, czy też że tuczy go pod przyszły ubój? Kluczowym problemem jest ustalenie, czym tak naprawdę jest oszczędność (parsymonia) wyjaśnienia. Chociaż różni badacze przedstawiali różne metody wyboru najprostszego wyjaśnienia , ogólnie przyjmuje się, że nie ma żadnej teoretycznie niezależnej metody oceny prostoty danego wyjaśnienia. Innymi słowy, wydaje się, że jest tak wiele różnych kryteriów oceny prostoty danego wyjaśnienia, ile istnieje teorii na ten temat, a zadanie wyboru między nimi wydaje się być tak samo problematyczne, jak wybór pomiędzy teoriami .

## Podstawowe pojęcia filozofii nauki

### Teoria
W nauce termin „teoria” odnosi się do dobrze potwierdzonego wyjaśnienia jakiegoś aspektu świata natury, które na podstawie faktów daje się zweryfikować przez eksperyment i obserwację. Teorie muszą również spełniać inne wymagania, takie jak umiejętność tworzenia falsyfikowalnych przewidywań ze spójną dokładnością w szerokim zakresie badań naukowych, a także przedstawienia mocnych dowodów na korzyść teorii z wielorakich niezależnych źródeł.
Siła teorii naukowej jest związana z różnorodnością zjawisk, jakie może wyjaśniać, ocenianych przez zdolność tworzenia w odniesieniu do nich falsyfikowalnych przewidywań. Teorie są ulepszane (albo zastępowane przez lepsze teorie), im więcej dowodów jest zebranych, zatem dokładność w przewidywaniu z czasem się poprawia. Właśnie ta rosnąca dokładność odpowiada postępowi wiedzy naukowej. Naukowcy wykorzystują więc teorie jako fundament do uzyskania dalszej wiedzy naukowej, a także w takich celach, jak leczenie chorób czy wynajdywanie nowych.
Amerykańska National Academy of Sciences definiuje teorie naukowe w następujący sposób:
Oficjalna naukowa definicja „teorii” jest całkowicie różna od potocznego znaczenia tego słowa. Odnosi się do całościowego wyjaśnienia pewnego aspektu natury, które jest poparte przez bogaty aparat dowodowy. Wiele teorii naukowych jest tak dobrze ustalonych, że jakikolwiek nowy dowód ma małe szanse, by znacząco je zmienić. Na przykład żaden nowy dowód nie wykaże, że Ziemia nie krąży po orbicie wokół Słońca (teoria heliocentryczna), albo że żywe istoty nie są zrobione z komórek (teoria komórkowa), a materia nie składa się z atomów, czy że powierzchnia Ziemi nie jest podzielona na płyty, które przesuwały się w geologicznych okresach (teoria płyt tektonicznych)... Jedną z najprzydatniejszych właściwości teorii naukowych jest to, że mogą być wykorzystywane do zakładania przewidywań co do zdarzeń lub zjawisk w naturze, które dotąd nie zostały jeszcze zaobserwowane.

### Obserwacja
Różnicę między obserwacją a eksperymentem najprościej wyrazić porównaniem Adama Groblera: eksperyment tak ma się do obserwacji, jak przesłuchiwanie do podsłuchiwania (w „śledztwie na temat przyrody”).

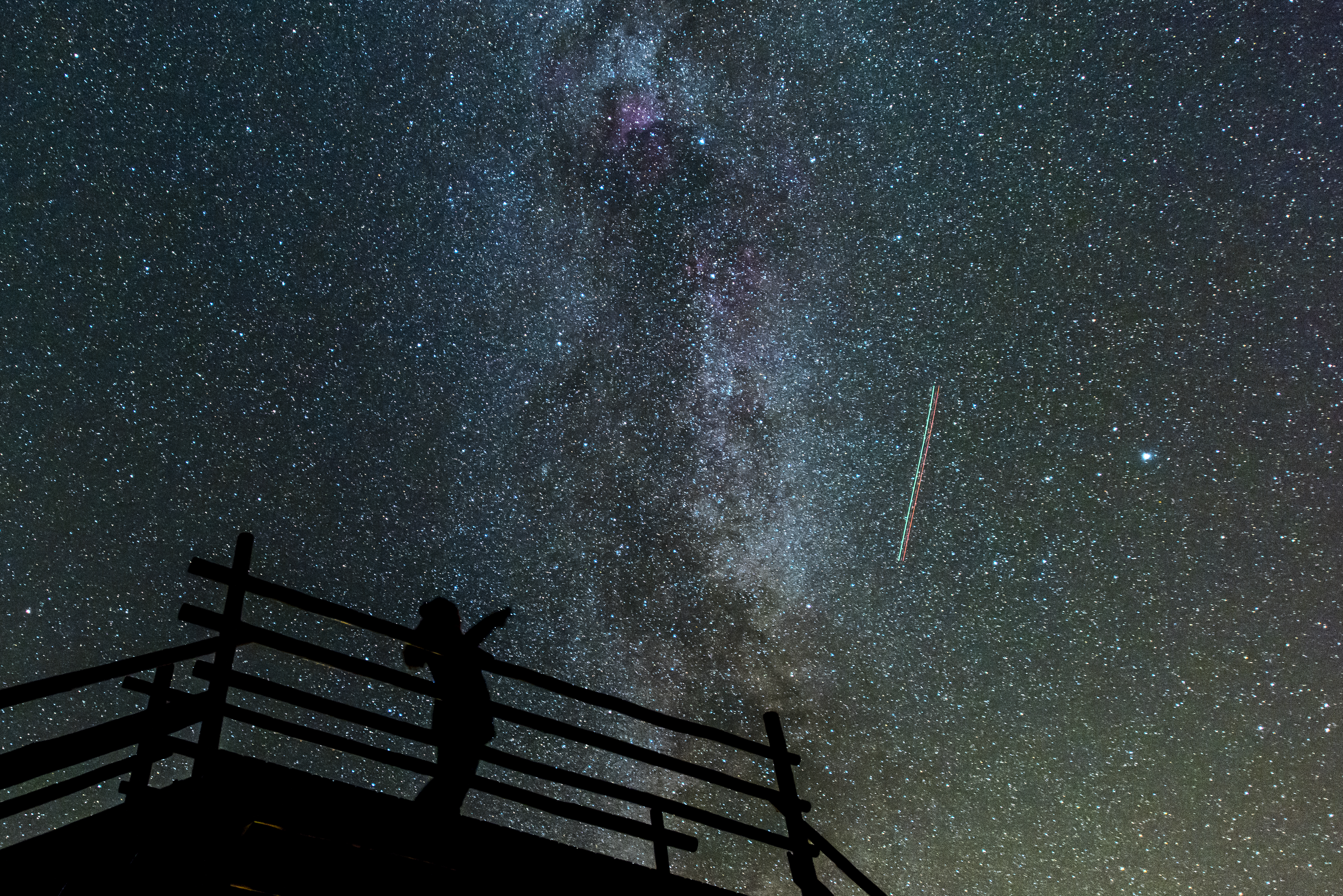
Obserwator to ktoś, kto pozyskuje informacje o obserwowanym zjawisku, ale w nie samo nie interweniuje

Obserwacja to aktywne zdobywanie informacji na temat jakiegoś zjawiska. Obserwacji dokonuje się przy pomocy zmysłów. Jednakże w działalności naukowej zmysły są zazwyczaj wspomagane przez instrumenty badawcze, a same pozyskiwane informacje podlegają zapisowi przez urządzenia rejestrujące. Termin „obserwacja” może być także używany na określenie jakichkolwiek danych eksperymentalnych pozyskanych w trakcie aktywności naukowej. Obserwacją możemy zatem nazwać samą działalność obserwacyjną, jak i jej rezultat. Obserwacje mogą posiadać charakter jakościowy albo ilościowy. W przypadku obserwacji jakościowej stwierdzamy jedynie, że jakaś właściwość występuje, albo że nie występuje, albo uzyskujemy jakiś inny rezultat, który nie daje się wyrazić liczbowo. W przypadku obserwacji ilościowej, oprócz stwierdzenia występowania jakiejś właściwości, przypisujemy jej pewną wartość liczbową.
Obserwacja, obok eksperymentu, odgrywa zasadniczą rolę w formułowaniu i testowaniu hipotez naukowych. Biorąc jednak pod uwagę wymóg powtarzalności (reprodukcji) wyników obserwacyjnych, napotykamy na problem. Ludzkie wrażenia zmysłowe są subiektywne i mają charakter jakościowy, co sprawia trudność w ich komunikowaniu i porównywaniu z wrażeniami innych ludzi. Aby poradzić sobie z tym problemem opracowano metody przypisywania wartości liczbowych obserwowanym zjawiskom, co pozwoliło na rejestrowanie i porównywanie obserwacji dokonywanych przez różnych ludzi, w różnych miejscach i w innym czasie. Postępowanie takie nazywa się pomiarem, czyli odniesieniem obserwowanego zjawiska to pewnego zestandaryzowanego wzorca jednostki miary. Pomiary redukują więc subiektywne obserwacje do zestandaryzowanej miary liczbowej. W przypadku, w którym dwóm obserwacjom przypisano tę samą wartość liczbową, stwierdza się, że obserwacje te są sobie równoważne z pewną dokładnością wynikającą z samej metody pomiarowej.
Zmysły ludzkie mają swoje ograniczenia, ponadto są podatne na błędy percepcji (np. złudzenia optyczne). Instrumenty naukowe zostały opracowane, aby poradzić sobie z tymi problemami, choć same posiadają swoje ograniczenia i niedoskonałości (zob. np. aberracja chromatyczna). Przykładowymi instrumentami, które powiększają zdolności percepcyjne człowieka są: wagi, zegary, teleskopy, mikroskopy, termometry, aparaty fotograficzne, urządzenia nagrywające dźwięk. Instrumenty naukowe mogą także pomagać w obserwacji poprzez przełożenie pewnych zjawisk nierejestrowalnych przez ludzkie zmysły, na zjawiska możliwe do zaobserwowania: chemiczne wskaźniki Ph, woltomierze, spektrometry, termowizjery, oscyloskopy, interferometry, liczniki Geigera.
Poważnym problemem w trakcie przeprowadzania obserwacji i eksperymentów jest zaburzenie badanego zjawiska przez urządzenie pomiarowe. Prowadzi to do innych wyników pomiarowych, niż te, które opisywałyby zjawisko nieobserwowane. Fakt ten nazywany jest efektem obserwatora. Dla przykładu: nie jest możliwe zmierzenie ciśnienia w oponie samochodowej bez wypuszczenia z niej części powietrza, które jest konieczne do zadziałania manometru samochodowego (miernik ciśnienia). Jednakże w większości dziedzin naukowych, dzięki coraz lepszym urządzeniom pomiarowym, udaje się zredukować efekty obserwacji na badany układ do wartości pomijalnych, lub wpływ obserwacji aktu na badany układ jest dobrze znany.

### Eksperyment
Eksperymentem nazywamy procedurę badawczą przeprowadzaną w celu skonfrontowania hipotezy lub teorii ze zjawiskiem, którego dotyczą. Sprawdzian taki może zakończyć się potwierdzeniem (potwierdzenie nie oznacza wykazania prawdziwości danej teorii) bądź wykazaniem fałszywości hipotez lub całej teorii (zob. wyżej: Falsyfikacja). Eksperymenty najczęściej polegają na wywołaniu i obserwowaniu zachodzenia jakiegoś zjawiska (lub jego intensywności) w zależności od wartości określonych zmiennych. Eksperymenty ze względu na cele i skalę badania mogą się od siebie znacznie różnić. Z jednej strony nawet dziecko może przeprowadzać proste eksperymenty, by zrozumieć zasadę działania grawitacji. Z drugiej zaś wieloosobowe zespoły badawcze mogą przeprowadzać wieloletnie badania w celu pogłębienia zrozumienia jakiegoś zjawiska (zob. np. BICEP – są to prowadzone przez długie lata programy badawcze, angażujące setki osób). To co jest im wspólne, to poleganie na powtarzalnych procedurach eksperymentalnych oraz logicznej analizie wyników eksperymentu.
Eksperymenty są zazwyczaj tak konstruowane, aby minimalizować (idealnie: wykluczyć) wpływ zmiennych, które nie są przedmiotem badania (zob. ceteris paribus, czyli „przy ustalonych pozostałych warunkach”), a jednocześnie mogłyby zaburzyć wynik przeprowadzanego eksperymentu. Praktyka ta pozwala na zwiększenie wiarygodności uzyskanych wyników – najczęściej przeprowadza się to poprzez wprowadzenie procedur kontrolnych, co w medycynie określa się mianem próby kontrolnej. Przykładowo, jeśli interesuje nas skuteczność terapeutyczna aspiryny w przypadku gorączki, to oprócz osób, którym podaje się aspirynę, bada się również stan osób, którym nie podano tego leku (próba kontrolna). Gdyby eksperymenty nie były kontrolowane, to obserwowane wyniki mogłyby nie być spowodowane przez badaną zmienną, lecz przez jakąś inną (być może nieuświadomioną), co spowodowałoby błędną identyfikację zależności pomiędzy zjawiskami.
Przy przeprowadzaniu eksperymentów, tak jak i w ogólnej metodzie naukowej, kładzie się nacisk na jawność i odpowiedzialność osób przeprowadzających eksperymenty. Kluczową rolę odgrywa szczegółowy zapis pomiarów eksperymentalnych, który pozwala na rzetelne przedstawianie rezultatów, możliwość powtórnego przeprowadzenia danego eksperymentu przez innych uczonych, a także krytykę samego projektu eksperymentu. Współcześnie, w czasopismach naukowych standardową praktyką jest dołączanie do artykułów naukowych zapisu z przebiegu eksperymentów, informacji o stosowanych urządzeniach, operacjach statystycznych, wielkości próby itd. Ideałem w nauce jest sytuacja, gdy eksperyment można odtworzyć (replikacja). W praktyce bywa, że eksperymentu nie da się odtworzyć; jest to szczególnie poważnym problemem w naukach psychologicznych.

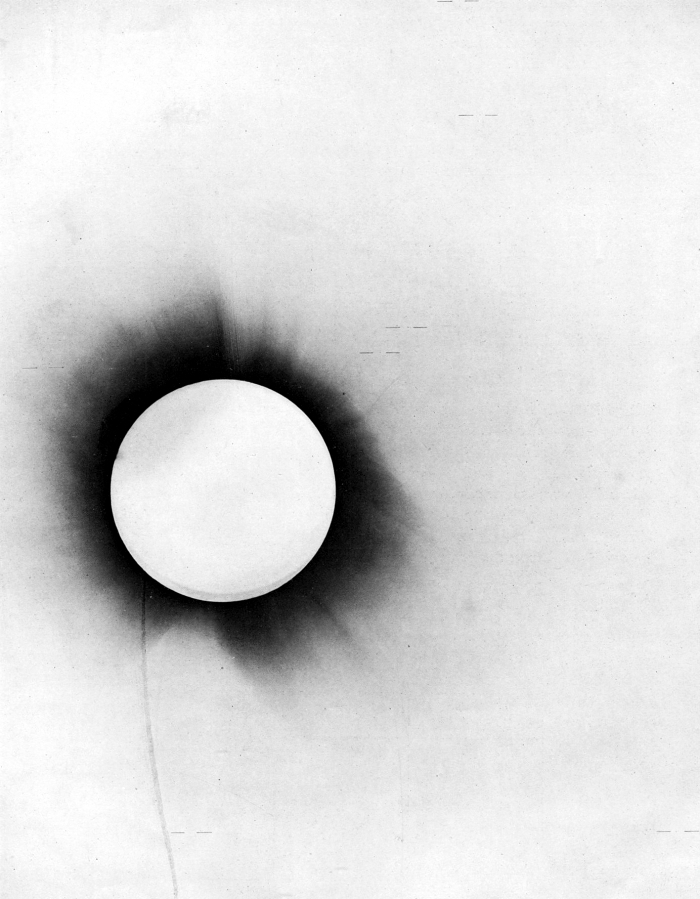
Negatyw jednego ze zdjęć wykonanego w trakcie wyprawy Eddingtona z 1919 roku

#### Experimentum crucis
Eksperyment krzyżowy (łac. experimentum crucis) to eksperyment, którego wynik w zamyśle ma pozwalać na definitywne określenie, czy badana hipoteza lub teoria jest lepsza od wszystkich innych hipotez bądź teorii uznawanych przez społeczność uczonych. Eksperyment taki musi dostarczać wyniku, który jest zdolny do obalenia wszystkich dostępnych hipotez prócz jednej.
Przeprowadzenie takiego eksperymentu uważa się za konieczne, aby poszczególną hipotezę lub całą teorię włączyć w obszar wiedzy naukowej. Nie jest jednakże niczym dziwnym dla nauki, aby teorie były formułowane i rozwijane przed opracowaniem takiego eksperymentu – dzieje się tak zazwyczaj w przypadku teorii, które są zgodne z dotychczasowymi danymi eksperymentalnymi, ale nie udało się dla nich opracować eksperymentu rozstrzygającego.
Słynnym przykładem eksperymentu krzyżowego była ekspedycja pod przewodnictwem Artura Eddingtona do Afryki z 1919 roku. Celem wyprawy było zarejestrowanie położenia gwiazd znajdujących się na niebie w pobliżu Słońca w trakcie zaćmienia. Obserwacje dokonane w trakcie tej wyprawy potwierdziły występowanie soczewkowania grawitacyjnego postulowanego przez ogólną teorię względności (OTW). Obserwacje Eddingtona stanowiły silny dowód przemawiający za OTW i jednocześnie wprost sprzeczny z teorią grawitacji Newtona, w ramach której nie występuje żadne wytłumaczenie pozornego przesuwania się gwiazd w pobliżu tarczy Słońca.

#### Uwikłanie teoretyczne
Prowadząc obserwację, naukowcy spoglądają przez teleskopy, wpatrują się w obrazy na ekranach, zapisują odczyty mierników itd. Ogólnie, na podstawowym poziomie, mogą zgodzić się z tym, co widzą – na przykład, że termometr okazuje 37.9 stopni Celsjusza. Ale jeśli ci naukowcy mają inne pomysły na temat teorii użytych do wyjaśnienia tych podstawowych obserwacji, mogą nie zgadzać się co do tego, co obserwują.

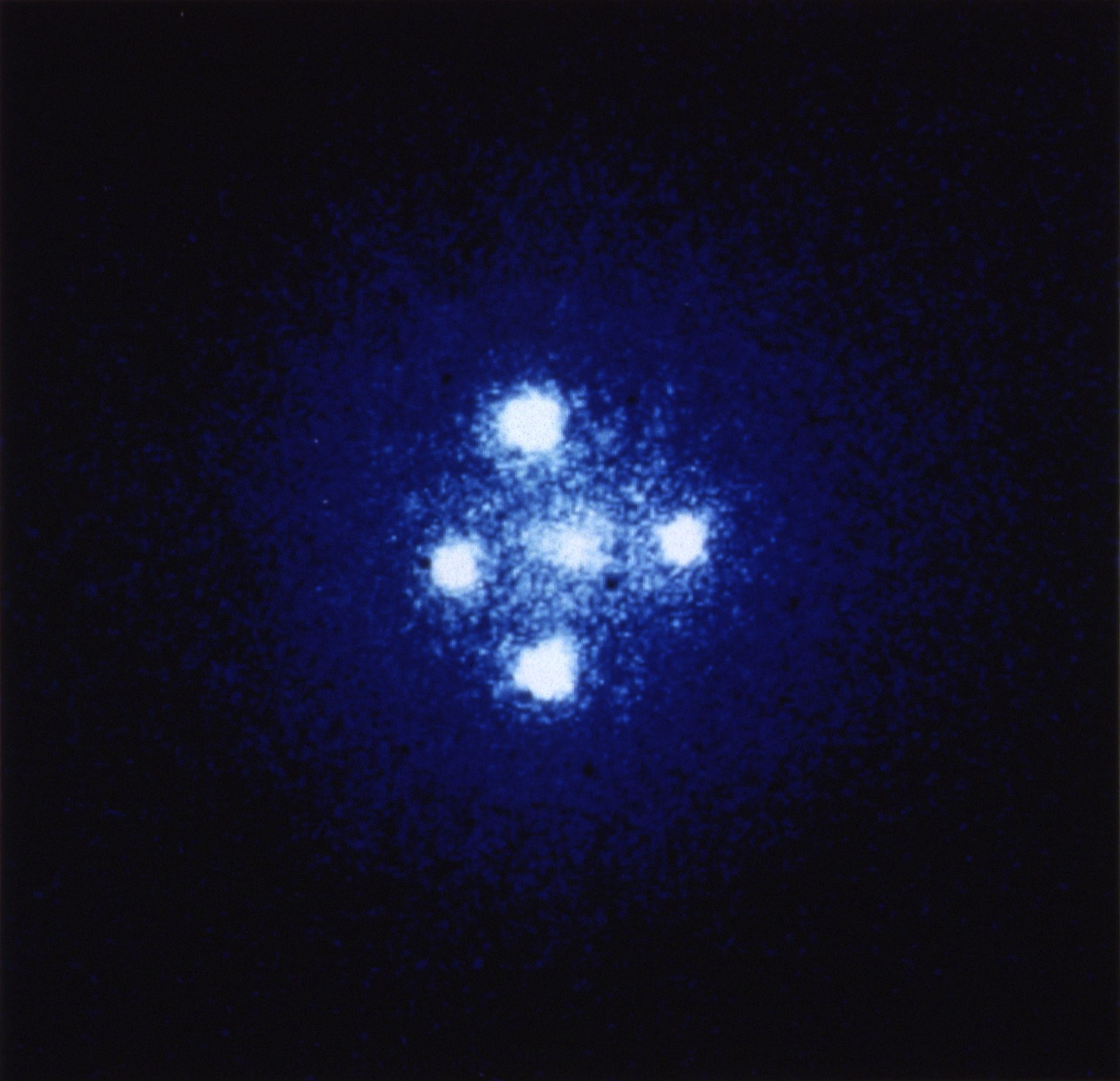
Obraz kwazara Q2237+030 znany jako Krzyż Einsteina

Na przykład przed ogólną teorią względności Alberta Einsteina obserwatorzy prawdopodobnie zinterpretowaliby zamieszczony obok obraz jako pięć różnych obiektów w przestrzeni. Jednak w świetle tej teorii astronomowie stwierdzą, że w rzeczywistości są to tylko dwa przedmioty – jeden pośrodku oraz cztery inne obrazy drugiego przedmiotu wokoło. Ewentualnie, inni naukowcy mogliby podejrzewać, że zawiódł teleskop i tak naprawdę został zaobserwowany tylko jeden obiekt, więc pracowaliby już nad inną teorią. Obserwacje, które nie mogą być oddzielone od teoretycznej interpretacji, nazywane są uwikłaniem lub obciążeniem teoretycznym.
Cała obserwacja wymaga zarówno percepcji, jak i poznania. To oznacza, że badacz nie prowadzi obserwacji biernie, ale raczej jest aktywnie zaangażowany w rozróżnianie obserwowanego zjawiska od spływających z jego otoczenia danych sensorycznych. Dlatego obserwacje są naznaczone jednostkowym postrzeganiem funkcjonowania świata, które może mieć wpływ na to, co zostanie dostrzeżone, zauważone albo uznana za godne rozważenia. W tym sensie, można spierać się o to, czy każda obserwacja jest uwikłana teoretycznie.

### Wyjaśnienie naukowe
Wyjaśnienie według słownika języka polskiego to uwagi wyjaśniające rzecz niezrozumiałą, natomiast wyjaśniać oznacza uczynić coś zrozumiałym. To co wyjaśnienie naukowe powinno uczynić zrozumiałym, to między innymi zdarzenia/zjawiska które miały już miejsce bądź pojawiają się regularnie. Co więcej, należało by się zastanowić kiedy wyjaśnienie naukowe jest rzeczywiście dobre. Filozofowie podjęli próbę badań kryteriów, dzięki którym można by określić czy dane wyjaśnienie naukowe czyni zrozumiałym dane zjawisko, oraz co znaczy stwierdzenie że teoria naukowa ma moc wyjaśniającą.
Jedną z pierwszych i wpływowych teorii wyjaśnienia naukowego był model nomologiczno-dedukcyjny C. Hempla i P. Oppenheima. Mówi on, że prawidłowe wyjaśnienie naukowe składa się z następujących elementów:
- L – zbiór praw natury ogólnej;
- C – zbiór konkretnych warunków;
- E – eksplanandum, czyli konkretnie zdanie, które ma zostać wyjaśnione.

Części L i C tworzą wspólnie eksplanans, czyli część wyjaśniającą. Model D-N przewiduje, że zdanie E wynika logicznie ze zdań L i C. Taki pogląd został poddany krytyce; przedstawiono m.in. szereg powszechnie znanych kontrprzykładów, ilustrujących zwykle, że struktury formalnie zgodnie z modelem D-N nie funkcjonują realnie jako wyjaśnienia naukowe.
Przykładowo, przedstawiany jest argument odwołujący się do wskazań barometru. Wyjaśnienie ma w nim następującą postać: „Kiedy słupek barometru opada, pojawia się burza” (L). „Słupek barometru opada” (C). „Występuje burza” (E). Zakładając, że opadanie słupka barometru rzeczywiście zawsze towarzyszy pojawieniu się burzy (czyli że rzeczywiście jest to prawo naukowe), to przykład spełnia wymogi wyjaśnienia stawiane przez model nomologiczno-dedukcyjny. Jednak mimo tego, że obserwacja barometru rzeczywiście może posłużyć do przewidzenia burzy, sam ruch cieczy w barometrze nie pomaga nam w zrozumieniu tego, skąd biorą się burze – nie stanowi więc w sensie intuicyjnym wyjaśnienia przyjścia burzy.
Innym przykładem może być argument z antykoncepcją. Joe Jones (mężczyzna), aktywny seksualnie, regularnie zażywa tabeli antykoncepcyjne. Jeżeli tabelki posiadają 100% skuteczności, to według modelu nomologiczno-dedukcyjnego; ilekroć dana osoba zażyje tabletki antykoncepcyjne, to uniknie ciąży, Jednak to, że Jones nie zachodzi w ciążę, nie jest wyjaśniane przez to, że zażywa tabletki, ale przez to, że jest mężczyzną.
Istnieją wersje modelu D-N, w których uznaje się, że dobre wyjaśnienie naukowe musi być statystycznie istotne dla wyników, które mają zostać wyjaśnione – odrzucony zostaje więc wymóg ścisłego logicznego wynikania.
Inni filozofowie nauki (np. Philip Kitcher) twierdzą, że kluczem do dobrego wytłumaczenia jest ujednolicenie odmiennych zjawisk (im więcej zjawisk dane wyjaśnienie wyjaśnia, tym lepiej) – jest to pogląd określany jako unifikacjonizm. Istnieje ponadto model, zgodnie z którym wyjaśnienie naukowe zjawiska E to takie, które wskazuje na mechanizm przyczynowy wiążący E z innymi zjawiskami świata przyrody (teorię taką rozwijał zwłaszcza Wesley Salmon).

## Zagadnienia filozoficzne poszczególnych nauk
Nie ma czegoś takiego, jak nauka bez filozofii; jest tylko nauka, której bagaż filozoficzny zabierany jest na pokład bez zbadania.
– Daniel Dennett, Darwin's Dangerous Idea, 1995
Wielu filozofów nauki, oprócz odpowiadania na ogólne pytania dotyczące nauki i indukcji, zajmuje się badaniem podstawowych problemów poszczególnych nauk. Sprawdzają również implikacje poszczególnych nauk, odnosząc je do szerszych zagadnień filozoficznych. Pod koniec XX i na początku XXI wieku nastąpił wzrost liczby praktyków filozofii danej nauki .

### Filozofia statystyki
Opisany powyżej problem indukcji uzyskuje odmienną interpretacje w debatach na temat podstaw statystyki . Standardowe podejście do testów statystycznych pozwala na uniknięcie twierdzeń, czy dowody popierają hipotezę, czy też czynią ją bardziej prawdopodobną. Typowy test uzyskuje wartość p, czyli prawdopodobieństwo, że dowody są takie jakie są, przy założeniu, że teza jest prawdziwa. Jeśli wartość p jest zbyt niska to hipoteza zostaje odrzucona, w sposób analogiczny do falsyfikacji – w przeciwieństwie do twierdzenia Bayesa, które przypisuje prawdopodobieństwo hipotezom. Tematy pokrewne w filozofii statystyki: interpretacje prawdopodobieństwa, nadmiarowość, różnica między korelacją a przyczyną.

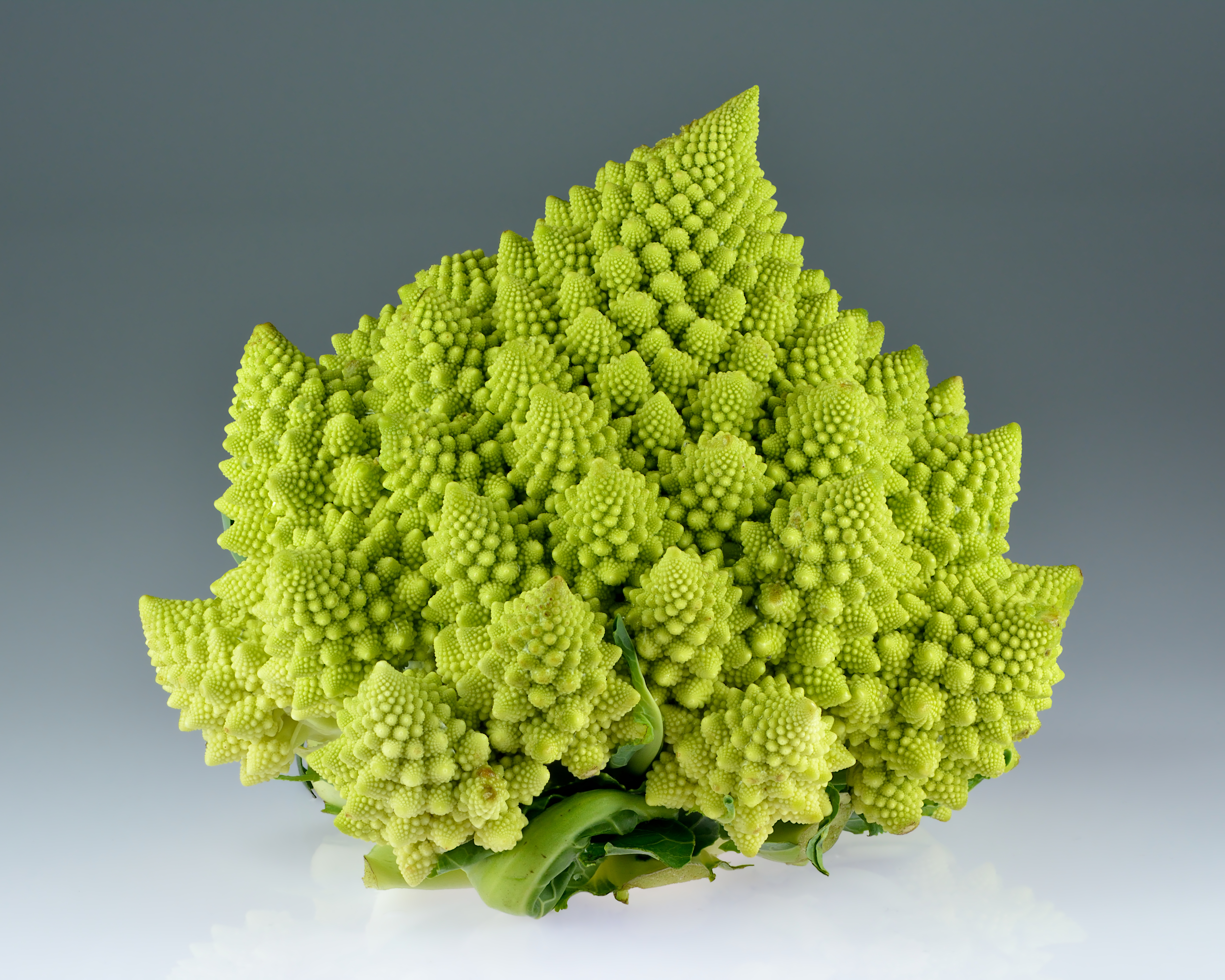
Kalafior romanesco, w strukturze którego można dostrzec spirale logarytmiczne

### Filozofia matematyki
Filozofia matematyki zajmuje się badaniem filozoficznych podstaw i implikacji matematyki . Podstawowymi problemami stawianymi w tym zakresie są: czy liczby, figury geometryczne i inne jednostki matematyczne są niezależne od umysłu ludzkiego; oraz pytanie o naturę zdań matematycznych. Czy pytanie „Czy 1+1=2 jest prawdą?” różni się fundamentalnie od pytania „Czy piłka jest czerwona?”? Czy matematyka jest wytwarzana, czy odkrywana? Czy matematyka potrzebuje doświadczenia, czy wystarczy samo rozumowanie? Co to znaczy udowodnić twierdzenie matematyczne i jak mieć pewność, że dowód matematyczny jest poprawny? Ponadto filozofowie matematyki stawiają sobie za cel wyjaśnienie związku matematyki z logiką, ludzkimi zdolnościami i materialnym wszechświatem.

### Filozofia fizyki
Filozofia fizyki zajmuje się badaniem podstawowych filozoficznych zagadnień leżących u podstaw współczesnej fizyki. Podstawowymi pytaniami filozofii fizyki są pytania o naturę czasu i przestrzeni, atomów i atomizmu, pytania kosmologiczne, interpretacja mechaniki kwantowej, podstawy mechaniki statystycznej, przyczynowości, determinizmu i natury praw fizycznych . Klasycznie, kilka z tych problemów było badanych w ramach metafizyki (na przykład kwestie dotyczące determinizmu, przyczynowości, czasu i przestrzeni).

### Filozofia chemii
Filozofia chemii zajmuje się filozoficznym badaniem metodologii i treści nauk chemicznych. Obejmuje badania nad ogólną filozofią nauki zastosowaną w chemii – na przykład: czy zjawiska chemiczne mogą być wyjaśnione przez mechanikę kwantową lub czy nie byłaby możliwa redukcja chemii do fizyki. Kolejnym przykładem jest dyskusja chemików na temat tego, jak teorie są uznawane w kontekście potwierdzania mechanizmów reakcji. Potwierdzanie mechanizmów reakcji sprawia trudność, ponieważ nie można ich bezpośrednio obserwować. Chemicy mogą używać pośrednich środków, jako dowodów wykluczających pewne mechanizmy, ale często nie są pewni, czy pozostały mechanizm jest prawidłowy, ponieważ istnieje wiele innych możliwych mechanizmów, które nie są testowane, a nawet pomyślane . Filozofowie starają się również wyjaśnić znaczenie pojęć chemicznych (na przykład związków chemicznych), które nie odnoszą się do konkretnych obiektów fizycznych.

### Filozofia biologii
Filozofia biologii zajmuje się badaniem podstaw metafizycznych, epistemologicznych i etycznych w naukach biologicznych i biomedycznych. Chociaż filozofowie są od dawna zainteresowani biologią (np. Arystoteles, Kartezjusz, Leibniz, Kant), to filozofia biologii, jako osobna dziedzina wyklarowała się dopiero w latach 60. i 70. XX wieku. Filozofowie nauki zaczęli przywiązywać coraz większą wagę do biologii pod wpływem zmian, jakie nastąpiły od powstania nowoczesnej syntezy w latach 30. i 40. XX w. przez odkrycia struktury kwasu deoksyrybonukleinowego (DNA) w 1953 roku, do najnowszych postępów w inżynierii genetycznej. Zajęto się także innymi kluczowymi zagadnieniami, takimi jak redukcja wszystkich procesów życiowych do reakcji biomedycznych oraz włączenie psychologii do neurologii. Poszukiwania obecnej filozofii psychologii obejmują badania dotyczące podstaw teorii ewolucji i roli wirusów jako trwałych symbiontów w genomach żywiciela. W konsekwencji – w przeciwieństwie do dawnych narracji, w których dominowały wrażenia replikacji błędów (mutacji), ewolucja porządku treści genetycznych jest postrzegana przez kompetentnych edytorów genomu.

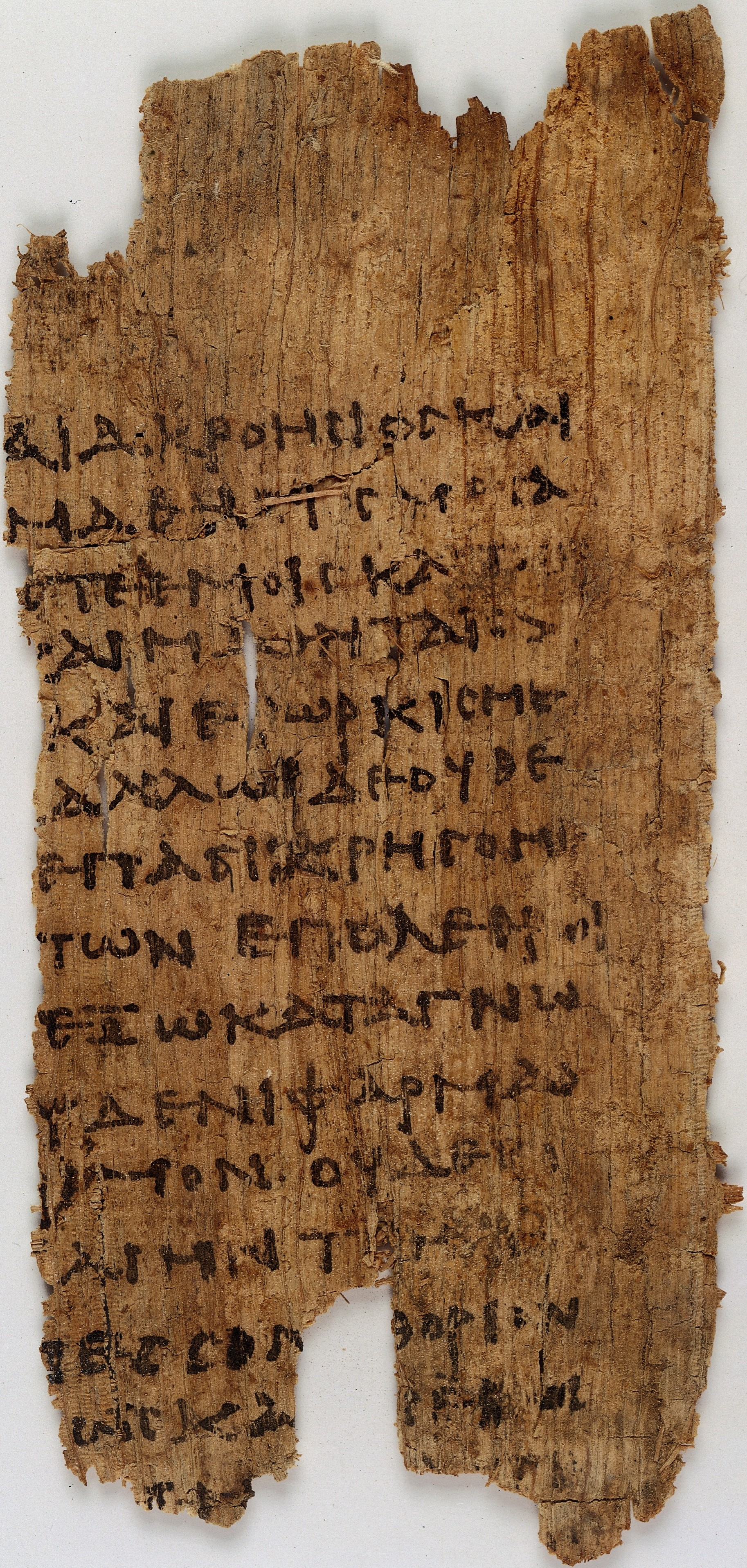
Fragment Przysięgi Hipokratesa pochodzącyj z III wieku naszej ery

### Filozofia nauk medycznych
Poza etyką i bioetyką medyczną, filozofia medycyny zajmuje się epistemologią i ontologią / metafizyką medycyny. Epistemologia medycyny zapytuje o medycynę opartą na faktach (EBM) lub praktykę medyczną opartą na dowodach (EBP) – w szczególności o rolę randomizacji, kontrolę ślepej próby i placebo. W konteście tych obszarów badań szczególną rolę dla ontologii medycyny pełnią dualizm kartezjański, monogenetyczna koncepcja choroby, koncepcja placebo i efekt placebo. Coraz bardziej rośnie zainteresowanie metafizyką medycyny, zwłaszcza idea przyczynowości – filozofowie medycyny mogą interesować się nie tylko wiedzą medyczną, ale także naturą tejże.

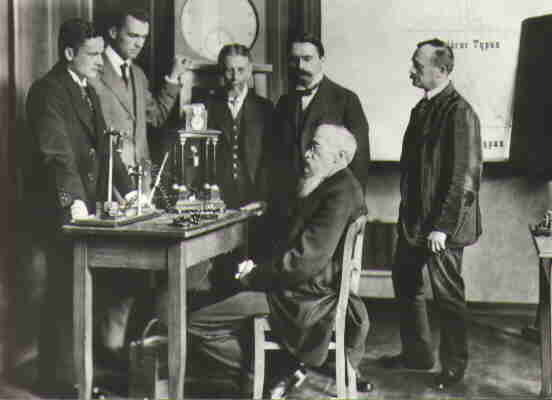
Wilhelm Wundt (siedzący) z kolegami w jego psychologicznym laboratorium, jednym z pierwszych tego rodzaju

### Filozofia psychologii
Filozofia psychologii zajmuje się teoretycznymi podstawami współczesnej psychologii. Niektóre z nich wynikają z epistemologicznych obaw dotyczących metodologii badań psychologicznych. Innymi kwestiami poruszanymi przez filozofię psychologii są pytania o naturę umysłu, mózgu i poznania – częściej klasyfikowane jako część nauk kognitywnych lub filozofię umysłu. Na przykład: czy ludzie są istotami racjonalnymi? Czy istnieje wolna wola i jaki ma związek z doświadczeniem podejmowania decyzji? Filozofia psychologii ściśle monitoruje współczesne badania nad psychologią poznawczą, psychologią ewolucyjną, sztuczną inteligencją wyjaśniając, co może, a czego nie może wyjaśnić psychologia.
Godnym uwagi rozwojem w filozofii psychologii jest funkcjonalna kontekstualna lub kontekstowa nauka behawioralna (CBS). Jest to filozofia nauki zakorzeniona w filozoficznym pragmatyzmie i kontekstualizmie.

### Filozofia psychiatrii
Filozofia psychiatrii bada teorie związane z psychiatrią i chorobami psychicznymi. Filozof Dominic Murphy identyfikuje trzy obszary poszukiwań w psychiatrii: pierwszy dotyczy badania psychiatrii, jako nauki wykorzystującej szerzej narzędzia filozofii nauki; drugi dotyczy badania koncepcji wykorzystywanych w dyskusji na temat chorób psychicznych, w tym doświadczeń w chorobach psychicznych oraz pojawiających się pytań normatywnych, trzeci obszar obejmuje badanie powiązań i nieścisłości między filozofią umysłu a psychopatologią .

### Filozofia nauk społecznych
Filozofia nauk społecznych zajmuje się badaniem logiki i metod nauk społecznych takich jak socjologia, antropologia i politologia. Filozofowie nauk społecznych badają różnice i podobieństwa nauk społecznych i przyrodniczych, związki przyczynowe między zjawiskami społecznymi, ewentualne istnienie praw socjalnych oraz ontologiczne znaczenie struktur i jednostek.
Ojcem filozofii nauk społecznych jest Auguste Comte (1798-1857) . Jego pozytywistyczna koncepcja ustaliła filozoficzne fundamenty socjologii formalnej i badań społecznych. Perspektywa ta jest ściśle związana ze scjentyzmem – wiarą w to, że metody nauk społecznych mogą być stosowane we wszystkich obszarach poszukiwań, czy to filozoficznych, czy społecznych, czy naukowych, czy jakichkolwiek innych. Ortodoksyjny pozytywizm został odrzucony przez większość współczesnych socjologów i historyków. Współcześnie bierze się pod uwagę przede wszystkim zniekształcające efekty obserwatora i ograniczenia strukturalne. Pozwoliły na to sceptycyzujące ruchy takie jak krytyczny realizm i neopragmatyzm. Wielki wkład w osłabienie dedukcyjnego myślenia o nauce miał filozof Thomas Kuhn.

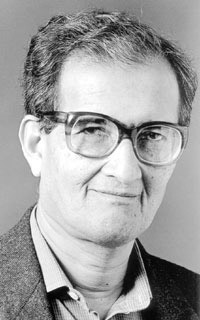
Amartya Sen został laureatem Nagrody Nobla z ekonomii za „łączenie narzędzi ekonomii i filozofii”

### Filozofia ekonomii
Można powiedzieć, że filozofia ekonomii jest namysłem nad tym co robią ekonomiści. Filozofowie ekonomii często zajmują się jej historią oraz refleksją nad jej przedmiotem i charakterem jako nauki. Sama ekonomia jest dosyć nietypową nauką, uwikłaną w przeróżne spory odnośnie do samych jej podstaw, tworząc tym samym pole działania dla filozofów ekonomii.
Można wyróżnić siedem kategorii pytań filozoficznych dotyczących ekonomii:
- pytania o dziedzinę dyskursu – dotyczą odpowiedzi na pytanie jaką nauką jest ekonomia (definicja ekonomii) oraz badają jej przedmiot,
- pytania ontologiczne – dotyczą istnienia oraz charakteru wzajemnych relacji pomiędzy przedmiotami badań ekonomii (np. funkcja pieniądza, czym jest pieniądz itp.),
- pytania semantyczne – dotyczą znaczenia pojęć stosowanych w ekonomii, np. inflacja, raz jest wskazywana jako przyczyna pewnych zjawisk (krzywa Phillipsa), innym razem jako miara wzrostu cen na rynku,
- pytania epistemologiczne – sposoby i granice poznania w ekonomii,
- pytania metodologiczne – dotyczące metod badania i sposobów wyjaśniania bytów ekonomicznych,
- pytania aksjologiczne – pytania o wartości oraz o ich wpływ na twierdzenia ekonomiczne,
- pytania socjologiczne – dotyczą kontekstu odkrycia naukowego oraz wskazania przyczyn powodzenia danych koncepcji ekonomicznych, a upadku innych.